# Halkivaha
Halkivaha är en gränsmarkering (flyttblock?) i Finland.  Den ligger på gränsen mellan Pungalaitio och Urdiala kommuner i landskapet Birkaland, i den södra delen av landet, 140 km nordväst om huvudstaden Helsingfors. Halkivaha ligger 109 meter över havet.

## Omgivningarna
Terrängen runt Halkivaha är platt. Runt Halkivaha är det glesbefolkat, med 10 invånare per kvadratkilometer. Närmaste större samhälle är Pungalaitio, 11,2 km sydväst om Halkivaha. I omgivningarna runt Halkivaha växer i huvudsak blandskog.